# Isopedella cerina
Isopedella cerina är en spindelart som beskrevs av Hirst 1993. Isopedella cerina ingår i släktet Isopedella och familjen jättekrabbspindlar.
Artens utbredningsområde är Queensland. Inga underarter finns listade i Catalogue of Life.